# Инвалидска колица
Инвалидска колица су помоћно средство за кретање инвалида или особама којима је кретање из неког разлога отежано. Састоји се од столице са дршкама и точкова који је покрећу.
Кретање инвалидских колица могу контролисати сами људи који их користе (помоћу мотора уграђеног у колица, додатним воланом на средини колица или једноставно ручним окретањем точкова) или је потребна друга особа која ће покретати колица (помоћу ручки које се налазе на врху наслона столице). Инвалидска колица такође имају и постоље за ноге.
Постоје разне варијанте инвалидских колица по питању разних параметара. Могу да буду седећа или усправна, са или без волана, мањим или већим точковима итд.
На јавним местима обично постоје јасно означена места за људе који користе инвалидска колица. У градском превозу у многим државама постоји простор у који се могу оградити особе које их користе.
За одређена спортска такмичења, највише Параолимпијске игре, користе се посебно дизајнирана инвалидска колица у зависности од спорта.